# 2008年9月體育
| 2008年體育： | ← \| 1月 \| 2月 \| 3月 \| 4月 \| 5月 \| 6月 \| 7月 \| 8月 \| 9月 \| 10月 \| 11月 \| 12月 \| → |
|              |                                                                                               |

## 9月17日
- 2008年夏季残奥会：
  - 2008年夏季残奥会在中華人民共和國北京国家体育场闭幕，中国代表团以金牌89枚、奖牌211枚的成绩位列金牌榜和奖牌榜的双第一。（新华网（页面存档备份，存于）、新华网（页面存档备份，存于））

## 9月14日
- 賽車：
  - 一级方程式赛车：
    - 红牛二队年仅21岁的德国车手维特尔在2008年意大利大奖赛中获得冠军，成为一级方程式赛车史上最年轻的分站冠军。中国新闻网（页面存档备份，存于）

## 9月8日
- 網球：
  - 2008年美國網球公開賽：
    - 2008年美國網球公開賽男子單打比賽決賽：
      - 瑞士运动员罗杰·费德勒以3比0战胜英国运动员安迪·穆雷，連續第五年获得在纽约举行的2008年美国网球公开赛男单冠军。新华网 Archive.today的存檔，存档日期2013-04-28

## 9月7日
- 網球：
  - 2008年美國網球公開賽：
    - 2008年美國網球公開賽女子單打比賽決賽：
      - 美国运动员塞雷娜·威廉姆斯以6比4和7比5战胜塞尔维亚运动员耶莱娜·扬科维奇，获得在纽约举行的2008年美国网球公开赛女单冠军。新华网 Archive.today的存檔，存档日期2013-04-28

## 9月6日
- 2008年夏季残奥会：
  - 2008年夏季残奥会在中華人民共和國北京国家体育场开幕，此届残奥会共有147个国家和地区的代表团参加。（新华网（页面存档备份，存于）、新华网（页面存档备份，存于））

## 9月4日
- 網球：
  - 2008年美國網球公開賽：
    - 2008年美國網球公開賽混合雙打比賽決賽：
      -  卡拉·布莱克 /  利安德·帕斯 以7–6(6)、6–4擊敗  莉泽尔·许贝尔／ 傑米·穆雷